# الحرب الحمادية الخزرونية
الحرب الحمادية الخزرونية, هي عملية غزو قادها حاكم طرابلس المنتصر بن خزرون و جيشه المكون من بني عدي على أراضي الدولة الحمادية المحكومة من الناصر بن علناس.

## الحرب
في عام 1038 استولى المنتصر بن خزرون على طرابس بعد أن فر منها ابن ابن عمه خزرون بن خليفة، فوجد عرب بني عدي الذين تم طردهم من إفريقية على يد زغبة و الأثبج، فتحالف معهم و جندهم لصالحه، و عندما زاد نفوذ العرب في عهد تميم بن المعز، هاجم المنتصر الدولة الحمادية و استقر بالمسيلة و استطاع في مدة قصيرة أن يدخل آشير بجيشه المكون من بنو هلال ومغراوة قبيلته، لكن أمير الدولة الحمادية الناصر بن علناس لم يقف متفرجاً، فزحف على المنتصر لمواجهته و نجح في طرده و هرب المنتصر للصحراء.
رغم ذلك لم تنتهي الحرب فاستمر المنتصر في أعمال النهب و التخريب، وبالتحديد منطقة الزاب, و رأى الناصر أنه يستطيع هزيمته و لكن ليس اخضاعه، فعرض عليه الصلح و أعطاه بعض الوقت إلى أن وافق مقابل أن يتم إقطاعه مناطق وادي الزاب وريغة (بين الزاب و ورقلة)، فقبل الناصر و في نفس الوقت كلف تابعه أمير بسكرة عروس بن سندي باغتيال المنتصر، فلما مر المنتصر من بسكرة استقبله عروس و آواه و يروي لنا رشيد بورويبة بقية الحكاية: «وأشار على حشمه عند انسكاب المنتصر وذويه على الطعام فبادروا مكبين لطعنه، وفر اتباعه» و تم ارسال رأس المنتصر إلى بجاية حيث تم عرضه هناك، بينما تم صلب جثته في القلعة.